# Odontophloeus quadridentatus
Odontophloeus quadridentatus is een keversoort uit de familie dwergschorskevers (Laemophloeidae). De wetenschappelijke naam van de soort werd in 1913 gepubliceerd door George Charles Champion.